# Galaxias parvus
Galaxias parvus — вид прісноводних корюшкоподібних риб родини Галаксієві (Galaxiidae). Вид широко поширений у річках на сході Австралії та у Тасманії. Максимальна довжина тіла сягає 10 см.